# فلوريان ديفيد فيتز
فلوريان ديفيد فيتز (بالألمانية: Florian David Fitz)‏ (و. 1974 – م) هو ممثل، وكاتب سيناريو، ومخرج سينمائي، وكاتب من ألمانيا . ولد في ميونخ.

## جوائز
حصل على جوائز منها:
- رومي.

## روابط خارجية
- فلوريان ديفيد فيتز على موقع IMDb (الإنجليزية)
- فلوريان ديفيد فيتز على موقع روتن توميتوز (الإنجليزية)
- فلوريان ديفيد فيتز على موقع مونزينجر (الألمانية)
- فلوريان ديفيد فيتز على موقع ألو سيني (الفرنسية)
- فلوريان ديفيد فيتز على موقع ميوزك برينز (الإنجليزية)
- فلوريان ديفيد فيتز على موقع أول موفي (الإنجليزية)
- فلوريان ديفيد فيتز على موقع ديسكوغز (الإنجليزية)
- فلوريان ديفيد فيتز على موقع قاعدة بيانات الفيلم (الإنجليزية)
- فلوريان ديفيد فيتز على موقع كينوبويسك (الروسية)